# آلن چاستانت
آلن چاستانت (انگلیسی: Allen Chastanet؛ زادهٔ ۱۹۶۰/۱۹۶۱ (۶۳–۶۴ سال)) سیاست‌مدار اهل سنت لوسیا است. وی از ۷ ژوئن ۲۰۱۶ نخست‌وزیر این کشور است.